# Osprey Reef
Osprey Reef är ett rev i den norra delen av  Korallhavsöarna i Australien. På revets sydspets finns Rapid Horn, ett populärt ställe för sportdykning.